# Superstars V8 Racing
Superstars V8 Racing es un videojuego de carreras basado en la temporada 2008 de la Superstars Series con sede en Italia desarrollado por Milestone y publicado por Black Bean Games para arcade, PlayStation 3, Windows y Xbox 360. Disponible para arcade el 17 de abril de 2009 y portado para PlayStation 3, Windows y Xbox 360 el 26 de junio de 2009. Es el primer juego de carreras de coches del desarrollador Milestone desde Evolution GT. En 2010 se lanzó una secuela, Superstars V8 Next Challenge.

## Jugabilidad
El juego presenta los modos de juego habituales: carreras rápidas, fines de semana de carreras individuales (entrenamiento, clasificación y carrera) y una temporada completa con diez recorridos. Además, hay veinte desafíos en los que el jugador debe resolver tareas en situaciones predefinidas, carreras de puntos de control o ganar un duelo.
Antes de cada carrera, el jugador tiene amplias posibilidades para ajustar su coche pero, por supuesto, también hay configuraciones predefinidas para jugadores impacientes. Los principiantes pueden confiar en cuatro niveles de dificultad y cuatro ayudas a la conducción.

## Recepción
Superstars V8 Racing recibió críticas "mixtas o promedio" según el sitio web agregador de reseñas Metacritic.